# Annezin
Annezin är en kommun i departementet Pas-de-Calais i regionen Hauts-de-France i norra Frankrike. Kommunen ligger i kantonen Béthune-Nord som tillhör arrondissementet Béthune. År 2022 hade Annezin 5 819 invånare.

## Befolkningsutveckling
Antalet invånare i kommunen Annezin
| Referens: INSEE |